# ترک نشین لوشان
ترک نشین لوشان، روستایی در دهستان جمال‌آباد بخش لوشان شهرستان رودبار در استان گیلان ایران است. مردم روستا به زبان ترکی سخن می‌گویند.

## جمعیت
بر پایه سرشماری عمومی نفوس و مسکن در سال ۱۳۹۵، جمعیت این روستا برابر با ۵۹ نفر (۲۰ خانوار) بوده است.